# Mercado

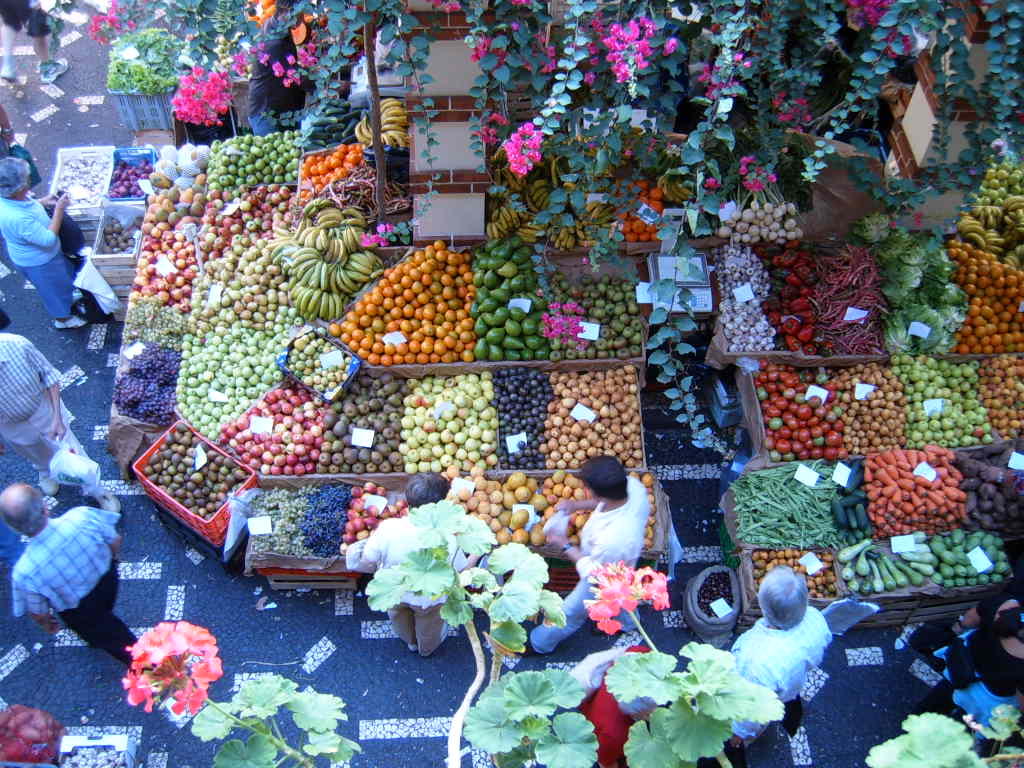
Um mercado, como este no Funchal, é o exemplo clássico do local de venda de bens por unidade monetária.

Designa-se por mercado todo o processo de interação humana de troca voluntária de bens e serviços. Estes não se configuram somente como espaços físicos onde agentes econômicos, vendedores e consumidores, se encontram para realizar operações de compra e venda através de uma unidade monetária: são o próprio processo que conduz a esse resultado, que pode ocorrer em qualquer lugar, físico ou virtual, e incidir sobre todo o tipo de bens ou serviços transacionáveis.
Segundo a teoria Liberal os mercados tendem a chegar ao equilíbrio baseada na lei da oferta e demanda, que defende que os preços serão condicionados a quantidade de pessoas que desejam o produto versus a quantidade desse produto em estoque.
Para a economia é possível separar os tipos de mercados de acordo com a mercadoria disponível: mercados genéricos e especializados, enquanto que no mercado genérico temos todos os tipos de mercadoria disponível, nos especializados temos apenas um produto especifico como opção para os clientes. Os mercados funcionam ao agrupar muitos vendedores interessados e facilitar que os compradores potenciais os encontrem. Uma economia que depende primariamente das interações entre compradores e vendedores para alocar recursos é conhecida como economia de mercado.[3][4]

## Origem
Originalmente o termo mercado, do latim, era utilizado para designar o sítio onde compradores e vendedores se encontravam para trocar os seus bens.
Para o pensamento econômico os mercados seriam a coleção de compradores e vendedores que interagem, resultando na possibilidade de troca (Pindick e Rubinfield, 1995) e serviriam como forma de governar as transações econômicas que acontecem no seu meio, definidas pela lei da oferta e demanda.  
Já para a visão jurídica, os mercados seriam apenas a forma achada pela sociedade para proporcionar as trocas de forma organizada.
Tais visões levam a um objetivo único dos mercados, já previsto pelo estudioso liberais da economia, o equilíbrio do mercado, pois neste cenário de mercado perfeito todos os compradores e vendedores teriam a mesma informação e seu funcionamento se daria apenas pela procura e pela oferta dos produtos.
Porém existe ainda uma outra forma de entender os mercados, por meio do estudo sociológico, que busca entender o comportamento da sociedade frente aos mercados e que vão criticar o cenário previsto de mercado perfeito. Para essa corrente o consumidor presumido pela teoria neoclássica, com informação completa para sua compra, não existe empiricamente. Segundo a autora Fernanda Wanderley, é possível separar esses estudos sociológicos da economia por parte da sociologia em quatro frentes:
- Enfoque estrutural: Que busca definir os intercâmbios financeiros dos mercados como sendo padrões de relações interpessoais concretas.
- Enfoque cultural: Busca analisar o papel que os significados coletivos podem ter na hora de se definirem as estratégias macroeconômicas a serem seguidas.
- Enfoque cognitivo: volta sua atenção as regularidades dos processos mentais que limitam o exercício da racionalização econômica, como por exemplo as preferências.
- Enfoque político: Segundo a autora esse método de estudo privilegia as lutas pelo poder entre instituições sociais e políticas, como o Estado e as classes sociais, e a forma como essa dualidade afeta os mercados.

Porém, mesmo com a existências destas diferentes abordagens, na hora de se analisar a economia não necessariamente o analista precisa optar por apenas uma, estes estudos podem ser vistos como complementares, a partir do ponto que buscam explicar diferentes tipos de comportamento da sociedade frente ao mercado e a economia. Como por exemplo a pesquisadora Nadya Guimarães, no ano de 2004 fez um estudo sobre o desemprego em duas metrópoles Tóquio e São Paulo, no qual é possível ver como a sociedade se comporta de forma diferente frente a esse fenômeno, no Japão as pessoas veem esse fato como um grande empecilho as carreiras que tem uma grande relevância na vida das pessoas, já no Brasil o desemprego é visto como algo mais natural que devido a cultura do país é algo comum a sociedade, mesmo o emprego não possui o mesmo valor se comparado ao que o povo Japonês dá.
Atualmente, com o avanço tecnológico, os mercados não necessitam de ser lugares físicos onde compradores e vendedores interagem (Internet).  
A definição de mercado poderá ser entendida de duas formas distintas:
- Em sentido amplo: Conjunto de pessoas individuais ou coletivas capazes de influenciar as vendas de um determinado produto
- Em sentido restrito: Conjunto de dados sobre a importância e evolução das vendas de um produto.

Quando nos referimos ao mercado, em sentido amplo ou em sentido restrito, existem três classificações de mercado:
- Mercado real: Volume de vendas efetivo de um determinado produto ou número de consumidores que compram o produto (os consumidores do produto que a empresa fabrica).

        Quota de Mercado é o mesmo que Mercado real da Empresa.
- Mercado potencial: Estimativa do volume a atingir pelas vendas de um determinado produto ou conjunto de compradores que estão em condições de adquirir esse produto (os consumidores que adquirem o tipo de produto fabricado pela empresa e pela concorrência).
- Mercado total: Engloba o mercado potencial de um determinado produto e o mercado dos que não consomem esse produto (toda a população que tenha condições para vir a adquirir um bem ou serviço, mas sem a garantia de vir a adquiri-lo).

## Factores de evolução dos mercados
Um mercado é um sistema que evolui no tempo, sob o efeito de variáveis cuja influência se verifica a curto/médio e a longo prazo. É importante identificar esses factores, os quais ajudarão a perceber o que de mais importante se vai passando no mercado e assim adoptar as estratégias e políticas mais indicadas.

### Factores de evolução do mercado a curto/médio prazo
- Conjuntura econômica, política e social: as variações conjunturais do do sistema envolta do mercado se reflete no comportamento que este tem, pois impacta as condições de consumo e oferta de produtos, tanto por parte das pessoas quanto por parte das empresas.
- Variações sazonais: é do conhecimento comum que o consumo de muitos produtos varia ao longo do ano – a venda de chapéus-de-chuva aumenta no Inverno e o consumo de gelados sofre um acréscimo no Verão. Existe assim uma certa fragilidade destes mercados, pois um Verão pouco quente e chuvoso pode provocar uma quebra nas vendas de gelados, apenas recuperável num próximo Verão quente.

### Factores de Evolução do mercado a  longo prazo
- Tempo: muitos mercados evoluem naturalmente ao longo do tempo à medida que o consumo de certos produtos se vai expandindo e entrando nos hábitos das pessoas. É o caso de muitos equipamentos domésticos, como as máquinas de lavar louça ou os microondas.
- Efeito de substituição de produtos: a substituição de muitos produtos por novos (com o desaparecimento ou não dos antigos) provoca alterações qualitativas e quantitativas nos mercados. Por exemplo, o desaparecimento dos candeeiros de petróleo deu lugar à criação de um espantoso mercado da iluminação eléctrica e o surgimento das máquinas de barbear permitiu, não só a criação desse mesmo mercado, mas também a expansão do próprio mercado concorrente – o das lâminas de barbear.
- A inovação tecnológica como geradora de novos mercados: actualmente, as empresas procuram na tecnologia grande fontes de inspiração para novos produtos e também para a criação de vantagens concorrenciais.
- Grau de concorrência: o aparecimento de novos concorrentes no mercado leva à dinâmica de desenvolvimento desses mercados
- Mercados condicionados: existem mercados que estão condicionados pelo desenvolvimento de outros e, consequentemente, e desenvolvimento deste irá levar ao desenvolvimento do outros. É o caso do mercado da TV por cabo, que está condicionada pelo mercado dos televisores, ou a Internet que está condicionada pelo mercado dos computadores.
- Envolventes política, económica, cultural, demográfica, tecnológica e social: de uma forma geral, os mercados são influenciados pelas condições gerais envolventes.

Estes factores de evolução podem ser objecto de algum controlo e influência por parte dos agentes econômicos, pois nunca podemos esquecer que as empresas são forças activas e actuantes.

## Sociologia do Mercado
Nesse contexto, convém destacar a abordagem que a sociologia do mercado retrata acerca das origens e do funcionamento do mercado. O ramo não é unívoco em seu entendimento, porém eles se completam na intenção de explicar uma realidade que não encontra paralelo na literatura econômica tradicional.
Com base nos estudos de Neil Fligstein e Luke Dauter, a sociologia é essencial para apresentar uma visão mais completa dos mercados, com o apoio de uma estruturação social , já que as relações sociais são essenciais para o mercado, na medida em que o retira do campo das ideias e o encontra no cotidiano.
As três grandes correntes sociológicas nos estudos dos mercados são: a teoria das redes, que parte de um pressuposto de construção social do mercado a partir dos laços tradicionais de sua estrutura social; a teoria institucionalista, que parte do pressuposto que a cognição e a ação servem como base para o mercado, a partir de mecanismos de poder, normalmente político, e pelas normas; e, por fim, a teoria da performidade, que acredita que a formação dos mercados tem base na aplicação por indivíduos dos processos técnicos que escolherem mais adequados, com base em sua realidade cultural e cognitiva.
Em última análise, apesar de serem estudadas de forma separada, essas teorias convergem nos mercados tradicionais, sendo frequentemente adotadas em conjunto pelos agentes econômicos.

## Classificação dos mercados
Existem dois tipos de mercado:
- Mercado formal
- Mercado informal

O funcionamento de um sistema de mercado se fundamenta em um conjunto de regras, onde se compram e vendem bens e serviços e também fatores de produção.
A quantidade demandada por um bem não depende unicamente do preço do bem em consideração, mas de diversos outros fatores, como, por exemplo, preferências do consumidor, preço de outros bens que possam vir a ser substitutos, renda disponível, etc.
A quantidade ofertada de um bem também depende de vários factores, tais como tecnologia disponível, preço dos fatores de produção, subsídios, impostos, preço do próprio bem, etc.

### Elementos principais para a formação de uma estrutura de mercado
- Quantidade de vendedores/ofertantes
- Quantidade de demandantes
- Tipo de produto
- Acesso a informação

### Mercado de concorrência perfeita
Segundo Marco António Sandoval de Vasconcellos, o mercado de concorrência perfeita, que também pode ser chamado de mercado perfeitamente competitivo, é o reflexo de um mercado que resulta de uma economia completamente livre, sem barreiras e totalmente transparente. Ele é o ápice da ideologia liberal, sendo a máxima expressão da mão invisível do mercado, em que ele se autorregula, sem a interferência de entes externos.
           Esse mercado é caracterizado pela sua atomicidade, já que existem inúmeros compradores e vendedores garantindo que nenhum deles possa influenciar de forma decisiva em seu funcionamento, pela homogeneidade no produto, que não proporciona vantagens para nenhuma das partes, fluidez de partes, que garante a livre entrada e saída de capital desse mercado, e transparência nas negociações, já que é característica essencial da livre concorrência que todos os participantes tenham acesso as mesmas informações.
           O mercado de concorrência perfeita não existe de fato, porém ele é a base, um modelo construído com base em mercados reais, que deve ser o objetivo das economias reais. Assim, a autora Marie France Garcia-Parpet, realizou um estudo acerca de um mercado no interior da França que reflete esses mecanismo, qual seja, o mercado computadorizado deFontaines-em-Sologne, porém, ela questiona o fato de que ele é puramente um reflexo dos mecanismos de mercado materializados e levados a últimas consequências, ressaltando o fato de que inclusive a escolha pelo modelo econômico de funcionamento foi feita pelos agentes envolvidos nasua criação e desenvolvimento.Resumidamente, ela mostra com base em fatos concretos, refletidos em seus exemplos e na descrição de seu funcionamento que o mercado de Fontaines-em-Sologne é uma “invenção social”, fruto do trabalho de alguns agentes com interesses convergentes.
           Ou seja, mesmo o exemplo dessa relação econômica encontrado na sociedade, possui fatores de formação que extrapolam muito o liberalismo econômico aplicado ao caso concreto, já que também reflete as necessidades e lutas da sociedade naquele tempo e espaço determinado, além de suas ideologias individuais, abordagem que nem sempre é considerada em análises econômicas.

### Demais estruturas de mercado
- Monopólio
- Oligopólio
- Monopsônio
- Oligopsônio
- Concorrência monopolística

## Marketing e o mercado
Marketing é a gestão dos mercados, fazendo emergir trocas e relações com o intuito de criar valor e satisfazer necessidades e desejos. É um processo através do qual os indivíduos e grupos obtêm o que necessitam e desejam criando e trocando produtos e valor uns com os outros. Embora muitas vezes pensemos no Marketing como sendo apenas praticado por vendedores, os compradores também participam nas actividades de marketing. Os consumidores fazem marketing quando procuram novos produtos e preços vantajosos, que eles consigam suportar

## Mercadoria

### Mercadoria segundo Karl Marx
Karl Marx em "O Capital" define a mercadoria como tendo um duplo aspecto:
a) como valor de uso, a mercadoria é algo concreto, um objeto de consumo, que pode ser imediatamente utilizado para satisfazer uma necessidade ou que pode ser consumido produtivamente - ser usado como meio de produção de outros objetos ou como matéria-prima;
b) como valor de troca, a mercadoria é uma coisa que pode ser trocada por outra, diretamente - escambo - ou por meio do dinheiro. Marx afirma que, como valor de troca, as peculiaridades dos objetos são deixadas de lado para considerá-los apenas como quantidades abstratas. Por exemplo, 2 kg de arroz tornam-se iguais a uma caixa de fósforos, enquanto que, como coisas concretas (valores de uso), caixas de fósforos e sacos de arroz não tem nada em comum.
Para Marx, esses dois aspectos são constituintes de toda e qualquer mercadoria e formam uma unidade inseparável ao mesmo tempo que conflitante (contraditória). Ele define a sociedade capitalista como tendo posto o valor de uso como meio para o aumento do valor de troca, enquanto as sociedades mercantis pré-capitalistas colocavam o valor de uso como fim e o valor de troca como meio.
Em "O Capital", Marx vê a sociedade capitalista se constituindo na interação e interrelacionamento de três tipos de mercadorias (cada uma tendo o duplo aspecto de valor de troca/valor de uso), que são: a mercadoria-simples, a mercadoria força de trabalho e a mercadoria-capital, sendo que esta última domina e dirige a produção e reprodução dos outros dois tipos. A mercadoria-capital consiste, enquanto valor de uso, nos meios de produção que se acumulam revolucionando-se indefinidamente, e, enquanto valor de troca, no valor que busca se valorizar indefinidamente (a mercadoria-capital não deve ser confundida com o capital propriamente dito, pois este é uma relação social, enquanto a mercadoria-capital é apenas uma coisa econômica); a mercadoria simples consiste, como valor de uso, em objetos que satisfazem uma necessidade e nas  matérias primas, e, como valor de troca, no valor que desaparece com o uso ou tende a conservar seu valor ao ser usada como matéria prima; a mercadoria força de trabalho consiste, enquanto valor de uso, nas habilidades e aptidões humanas e, enquanto valor de troca, no valor que se consome na reprodução da força de trabalho (reprodução das habilidades e aptidões), isto é, o salário, mas é unicamente a utilização da força de trabalho que cria o valor que se acumula indefinidamente na mercadoria-capital. Para uma descrição da interação entre estas mercadorias, ver o artigo mais-valia.
Um aspecto fundamental para entender "O Capital", é o conceito de fetichismo da mercadoria, segundo o qual, na troca de mercadorias, a relação entre pessoas “assume a forma fantasmagórica de uma relação entre coisas”. Numa sociedade mercantil (capitalista ou pré-capitalista) ocorre que a troca de mercadorias é a única maneira na qual os diferentes produtores isolados se relacionam entre si. Dessa maneira, o valor das mercadorias é determinado de modo independente dos produtores individuais, e cada produtor deve produzir sua mercadoria em termos de satisfação de necessidades alheias. Disso resulta que a mercadoria mesma (ou o mercado) parece determinar a vontade do produtor e não o contrário.  O fetichismo da mercadoria é o fenômeno social e psicológico onde as mercadorias aparentam ter uma vontade independente de seus produtores.

O desdobramento que Marx faz da crítica do fetichismo da mercadoria forma o núcleo de "O Capital" como crítica do capital, afirmando que este é uma relação social onde o trabalho morto (as coisas, os meios de produção,etc.) domina o trabalho vivo (a atividade dos homens), de modo que os homens passam a existir como meras peças das máquina e instrumentos que, embora sejam os homens que as operam e produzem, formam um sistema mundial que se alimenta do trabalho vivo e busca se acumular indefinidamente.